# پلاک وسایل نقلیه استان چهارمحال و بختیاری
کد پلاک‌های مربوط به استان چهارمحال و بختیاری، ۷۱ و ۸۱ می‌باشد. در خودروهای عمومی، تاکسی‌ها و خودروهای دولتی حرف پلاک همیشه یکسان است. اما در خودروهای شخصی این حرف، بستگی به شهری دارد که پلاک خودرو در آن ثبت شده‌است.

## ۷۱-مرکز استان (شهرکرد، سامان، بن، کیار، فرخ‌شهر،)
| حرف | شهرستان                              | وضعیت شماره گذاری              |
| --- | ------------------------------------ | ------------------------------ |
| الف | خودروهای دولتی استان                 | سرشماره ۱۶ در حال واگذاری      |
| ب   | شهرکرد، سامان، بن، کیار، فرخ‌شهر (۱)  | پایان شماره‌گذاری               |
| ت   | تاکسی‌های استان                       | سرشماره ۱۸ در حال واگذاری      |
| ج   | شهرکرد، سامان، بن، کیار، فرخ‌شهر (۲)  | پایان شماره‌گذاری               |
| د   | شهرکرد، سامان، بن، کیار، فرخ‌شهر (۳)  | پایان شماره‌گذاری               |
| ژ   | خودروهای معلولین استان               | سرشماره ۱۱ و ۵۱ در حال واگذاری |
| س   | شهرکرد، سامان، بن، کیار، فرخ‌شهر (۴)  | پایان شماره‌گذاری               |
| ص   | شهرکرد، سامان، بن، کیار، فرخ‌شهر،(۵)  | پایان شماره‌گذاری               |
| ط   | شهرکرد، سامان، بن، کیار، فرخ‌شهر، (۶) | سرشماره ۵۱ در حال واگذاری      |
| ع   | خودروهای عمومی استان                 | سرشماره ۹۳ در حال واگذاری      |
| ق   | ذخیره                                |                                |
| ک   | ادوات کشاورزی استان                  | سرشماره ۳۳ در حال واگذاری      |
| ل   | ذخیره                                |                                |
| م   | ذخیره                                |                                |
| ن   | ذخیره                                |                                |
| و   | ذخیره                                |                                |
| ه   | ذخیره                                |                                |
| ی   | ذخیره                                |                                |

## ۸۱ استان چهارمحال و بختیاری ، استان
| حرف | شهرستان                     | وضعیت شماره گذاری         |
| --- | --------------------------- | ------------------------- |
| ب   | بروجن (۱)                   | پایان شماره‌گذاری          |
| ج   | اردل                        | سرشماره ۴۲ در حال واگذاری |
| د   | فارسان (۱)                  | سرشماره ۹۹ در حال واگذاری |
| س   | لردگان، خانمیرزا، فلارد (۱) | پایان شماره گذاری         |
| ص   | کوهرنگ                      | سرشماره ۲۸ در حال واگذاری |
| ط   | لردگان، خانمیرزا، فلارد (۲) | سرشماره ۱٧ در حال واگذاری |
| ع   | عمومی (۲)                   | ذخیره                     |
| ق   | بروجن (۲)                   | سرشماره ۶۶ در حال واگذاری |
| ل   | ذخیره                       |                           |
| م   | ذخیره                       |                           |
| ن   | ذخیره                       |                           |
| و   | ذخیره                       |                           |
| ه   | ذخیره                       |                           |
| ی   | ذخیره                       |                           |

پلاک موتورسیکلت: ۵۵۵٬۵۵۶